# Falucho
Falucho es una localidad del Departamento Realicó, en la provincia de La Pampa, Argentina.

## Población
Contó con 177 habitantes (Indec, 2010), lo que representó un incremento del 17% frente a los 151 habitantes (Indec, 2001) del censo anterior.
El censo nacional 2022 arrojó 328 habitantes y 157 viviendas.
| Gráfica de evolución demográfica de Falucho entre 1991 y 2022 |
|                                                               |
| Fuente: Censos nacionales del INDEC                           |

## Ubicación
Falucho fue fundada el 18 de octubre de 1908 y forma parte del departamento Realicó, emplazada en el lote oficial 14, fracción A, sección 1, dista de 236 km de la capital provincial. Dista 22 km de la localidad de Realicó por la ruta provincial 101 y a 199 km de la ciudad de Santa Rosa por ruta de asfalto.

## Toponimia

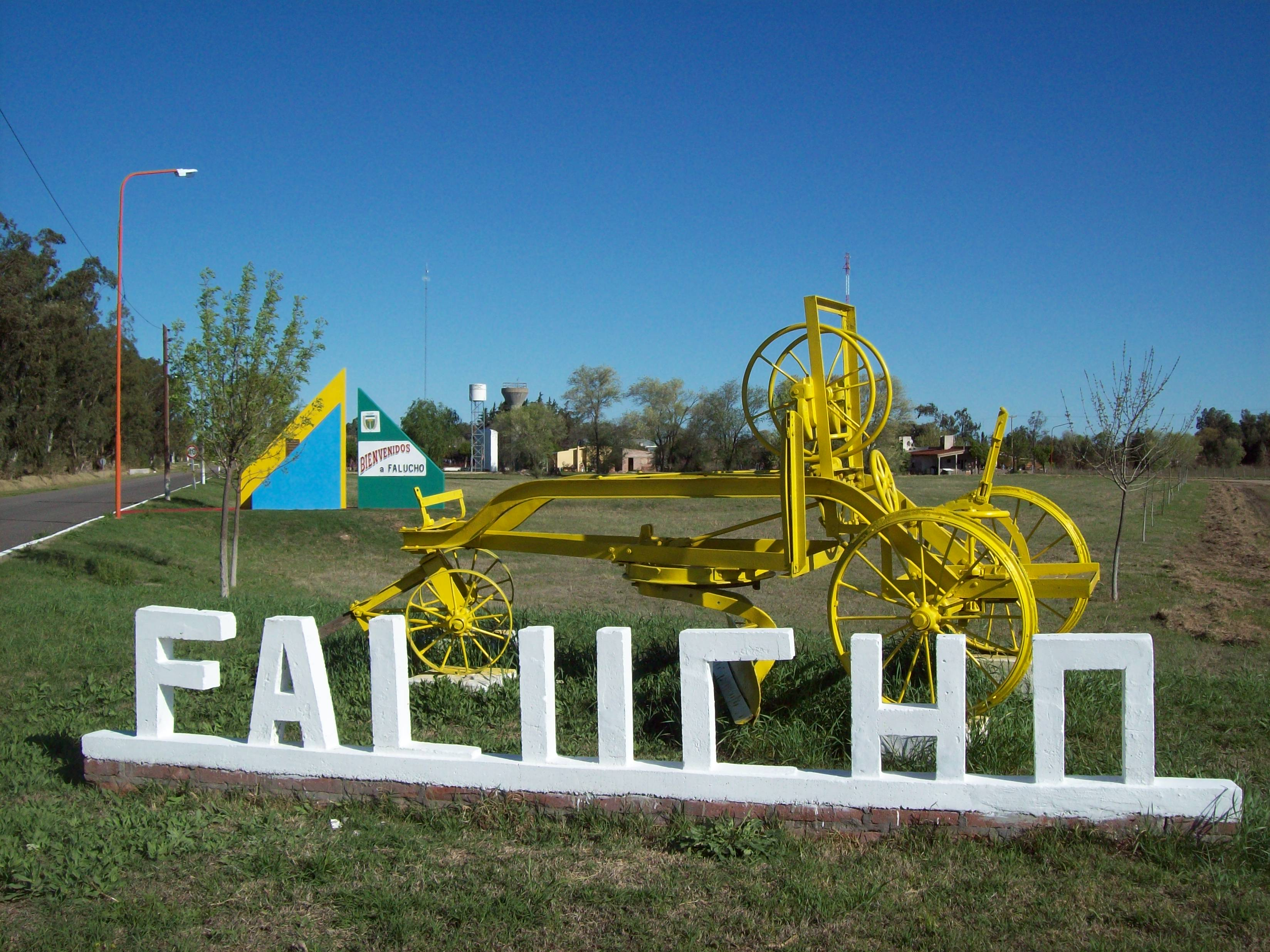
Bienvenida

El nombre de la localidad remite al valeroso soldado argentino, el Negro Falucho, quien luchara en las guerras independentistas y muriera abrazado a la bandera en Perú, el 5 de febrero de 1824. También con el sobrenombre de Falucho se conoció al boxeador campeón del mundo Santos Benigno Laciar, quien en su infancia vivió en la localidad, cuando ya era apodado de esa manera.

## Personajes históricos
- Santos Benigno Laciar, conocido como Falucho pasó gran parte de su infancia en esta localidad, es un exboxeador argentino. Se consagró dos veces campeón de la Asociación Mundial de Boxeo en la categoría mosca en 1981 y en 1982-1986.
- Doña Ignacia Cayupán de Marotti, nació en 1867, aunque en su documento figura en 1885, porque recién en ese año se abrió el registro civil de Victoria.  Ignacia pasó a ser la persona más longeva al fallecer con 126 años en 1993.